# Tijmen Reyenga
Tijmen Reyenga (* 10. Oktober 1999 in ’s-Hertogenbosch) ist ein niederländischer Hockeyspieler. Er gewann 2024 olympisches Gold mit der niederländischen Nationalmannschaft, 2023 war er Europameister und Weltmeisterschaftsdritter.

## Sportliche Karriere
Ende 2021 debütierte Reyenga in der Nationalmannschaft. In 48 Länderspielen erzielte der Mittelfeldspieler sechs Tore (Stand 8. August 2024).
Im Januar 2023 bei der Weltmeisterschaft in Bhubaneswar bezwangen die Niederländer im Viertelfinale die Mannschaft aus Südkorea mit 5:1. Im Halbfinale unterlagen die Niederländer den Belgiern im Shootout. Das Spiel um Bronze gewannen sie mit 3:1 gegen die Australier. Reyenga war in allen sechs Spielen dabei. Im August 2023 bei der Europameisterschaft in Mönchengladbach gewannen die Niederländer im Halbfinale mit 3:2 gegen Belgien und im Finale 2:1 gegen England. Im Juli 2024 bei den Olympischen Spielen in Paris war Reyenga nur in den ersten beiden Spielen dabei, wobei er im zweiten Spiel ein Tor erzielte. Nach dem zweiten Spiel kehrte der zuvor erkrankte Joep de Mol in die Mannschaft zurück. Da die Mannschaft im weiteren Turnierverlauf die Goldmedaille gewann, erhielt Reyenga für seine Einsätze in der Vorrunde ebenfalls eine Medaille. Am 12. August, vier Tage nach dem Olympiafinale, wurde Tijmen Reyenga als Ritter des Ordens von Oranien-Nassau ausgezeichnet.
Auf Vereinsebene begann Tijmen Reyenga bei HC ’s-Hertogenbosch und wechselte dann nach Eindhoven zu Hockeyclub Oranje-Rood. Reyenga hat einen Abschluss in Marketing-Management.